# Pujaut
Pujaut – miejscowość i gmina we Francji, w regionie Oksytania, w departamencie Gard.
Według danych na rok 1990 gminę zamieszkiwało 2911 osób, a gęstość zaludnienia wynosiła 124 osoby/km² (wśród 1545 gmin Langwedocji-Roussillon Pujaut plasuje się na 134. miejscu pod względem liczby ludności, natomiast pod względem powierzchni na miejscu 303.).